# Severobajkal'sk
Severobajkal'sk in russo Северобайкальск? è una città della Repubblica di Buriazia, nella Federazione russa. Essa sorge sulla riva nord-ovest del lago Bajkal presso la foce del fiume Tya, a circa 440 km a nord di Ulan-Udė, la capitale della Buriazia. Severobajkal'sk aveva 28 336 abitanti nel 1989, 25 434 nel 2002, e nel 2006, 25 700.

## Etimologia
Il nome Severobajkal'sk (Северобайкальск) significa letteralmente "(città a) nord del Bajkal", cioè del lago Bajkal.

## Storia

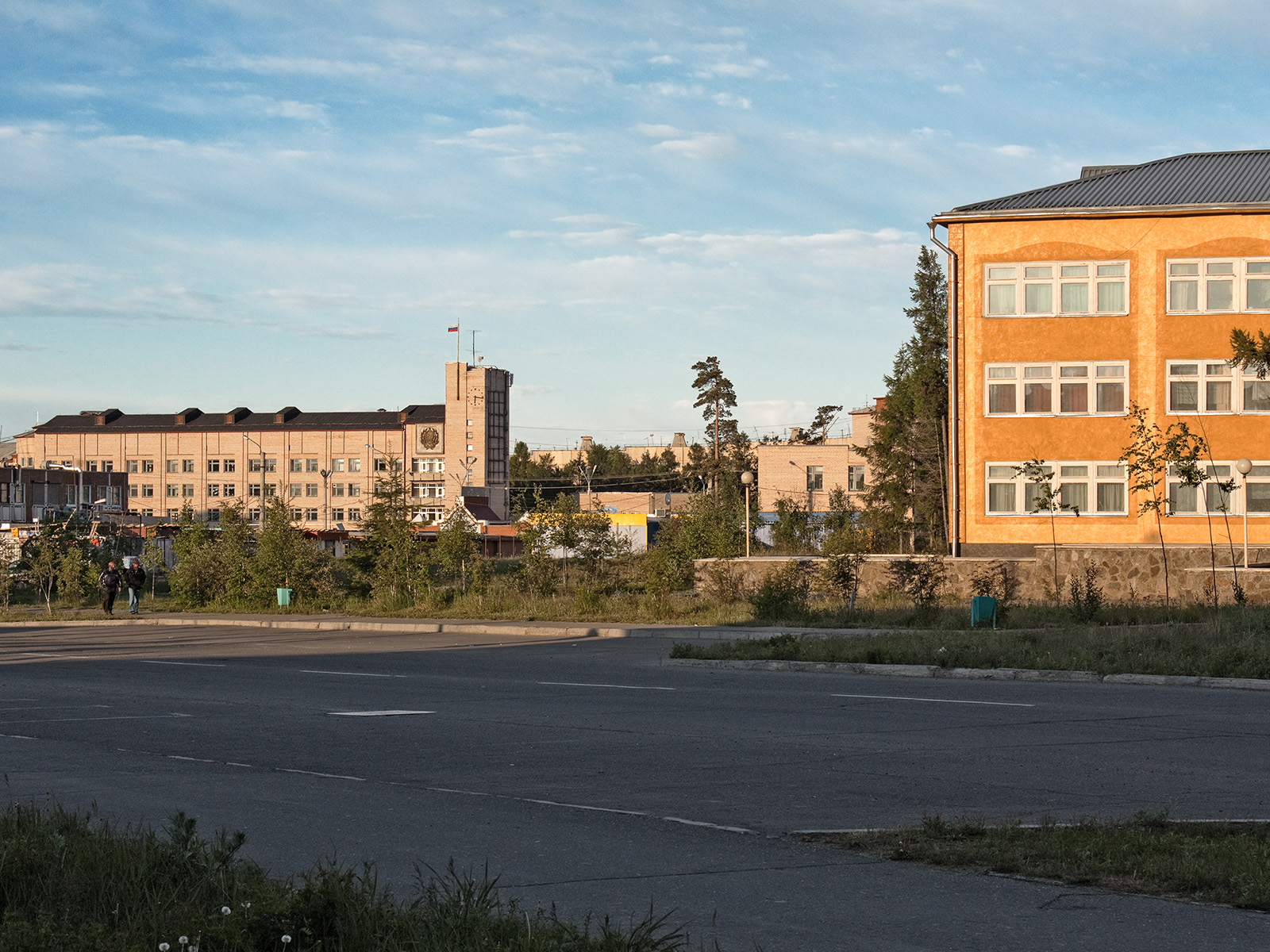
Centro cittadino

La storia di Severobajkal'sk è strettamente collegata alla costruzione della Ferrovia Bajkal-Amur (BAM): nel 1974 presso il km 510 del tracciato sorse l'insediamento Anno Nuovo, costituito, principalmente, da tende e capanne di legno.
In pochi anni l'insediamento si sviluppò: vennero costruiti palazzoni, fabbriche, la stazione ferroviaria, infrastrutture scolastiche e un porto. Nel 1980 Severobajkal'sk venne riconosciuta come città dal Consiglio Supremo della Repubblica Socialista Sovietica Autonoma di Buriazia.

## Infrastrutture e trasporti
Severobajkal'sk è collegata, grazie alla BAM, con Mosca (92 ore), Irkutsk (31 ore) e Krasnojarsk (30 ore).
Dal vicino aeroporto di Nižneangarsk (25 km da Severobajkal'sk) partono inoltre voli per Ulan-Udė e per Irkutsk.
Una linea di aliscafi, tre volte a settimana nel periodo giugno-settembre, mette in comunicazione Severobajkal'sk con Port Bajkal, presso l'imboccatura dell'Angara, non lontano da Irkutsk.

## Links
- (RU, EN) Severobajkal'sk e la sua regione, su sbaikal.ru. URL consultato il 22 gennaio 2010 (archiviato dall'url originale il 27 settembre 2011).